# Serie Mundial de 1914
La Serie Mundial de 1914 fue disputada entre Boston Braves y Philadelphia Athletics.
El equipo de Boston resultó ganador al vencer en la serie por 4 partidos a 0.

## Desarrollo

### Juego 1
| Equipo       | 1 | 2 | 3 | 4 | 5 | 6 | 7 | 8 | 9 | C | H  | E |
| ------------ | - | - | - | - | - | - | - | - | - | - | -- | - |
| Boston       | 0 | 2 | 0 | 0 | 1 | 3 | 0 | 1 | 0 | 7 | 11 | 2 |
| Philadelphia | 0 | 1 | 0 | 0 | 0 | 0 | 0 | 0 | 0 | 1 | 5  | 0 |

LG: Dick Rudolph (1–0)  LP: Chief Bender (0–1)  

### Juego 2
| Equipo       | 1 | 2 | 3 | 4 | 5 | 6 | 7 | 8 | 9 | C | H | E |
| ------------ | - | - | - | - | - | - | - | - | - | - | - | - |
| Boston       | 0 | 0 | 0 | 0 | 0 | 0 | 0 | 0 | 1 | 1 | 7 | 1 |
| Philadelphia | 0 | 0 | 0 | 0 | 0 | 0 | 0 | 0 | 0 | 0 | 2 | 1 |

LG: Bill James (1–0)  LP: Eddie Plank (0–1)  

### Juego 3
| Equipo       | 1 | 2 | 3 | 4 | 5 | 6 | 7 | 8 | 9 | 10 | 11 | 12 | C | H | E |
| ------------ | - | - | - | - | - | - | - | - | - | -- | -- | -- | - | - | - |
| Philadelphia | 1 | 0 | 0 | 1 | 0 | 0 | 0 | 0 | 0 | 2  | 0  | 0  | 4 | 8 | 2 |
| Boston       | 0 | 1 | 0 | 1 | 0 | 0 | 0 | 0 | 0 | 2  | 0  | 1  | 5 | 9 | 1 |

LG: Bill James (2–0)  LP: Bullet Joe Bush (0–1)  
HRs:  BOS – Hank Gowdy (1)

### Juego 4
| Equipo       | 1 | 2 | 3 | 4 | 5 | 6 | 7 | 8 | 9 | C | H | E |
| ------------ | - | - | - | - | - | - | - | - | - | - | - | - |
| Philadelphia | 0 | 0 | 0 | 0 | 1 | 0 | 0 | 0 | 0 | 1 | 7 | 0 |
| Boston       | 0 | 0 | 0 | 1 | 2 | 0 | 0 | 0 | X | 3 | 6 | 0 |

LG: Dick Rudolph (2–0)  LP: Bob Shawkey (0–1)  

|                                                       |
| Campeón de las Grandes Ligas Boston Braves 1.º título |